# 逆櫓の松

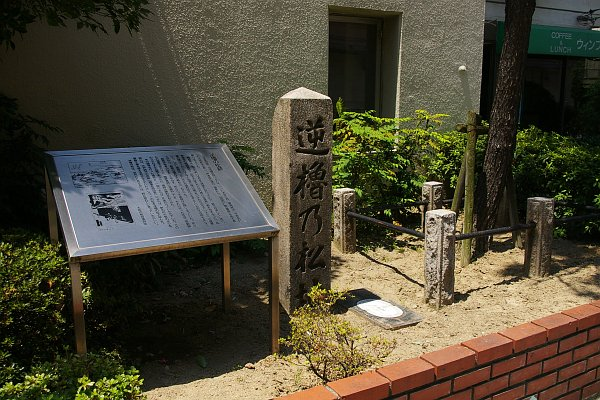
逆櫓の松趾碑

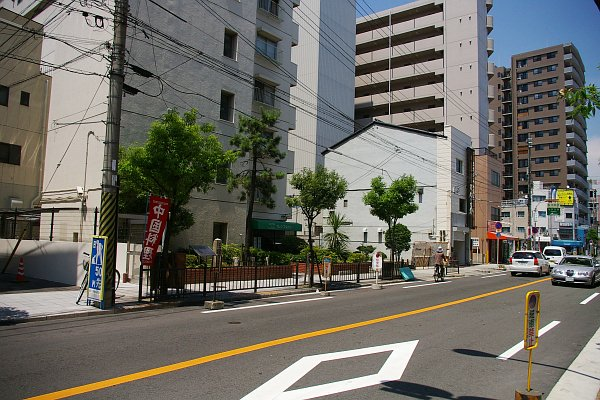
逆櫓の松趾碑付近の景色

逆櫓の松 （さかろのまつ）とは、今の大阪府大阪市福島区福島付近にあったとされる老松のことである。源平合戦において、この老松の下で源義経と梶原景時が論争した事で知られる。

## 歴史
平安時代末期の元暦2年/寿永4年 （1185年）2月、源頼朝から平家追討の命を受けた源義経が摂津国の港・渡邊津に軍を集めた。『平家物語』によれば、源義経と戦奉行の梶原景時がこの地の大きな松の下で軍議の評定を行った。
景時は、「船のへさきにも櫓を付けて、どの方向へもたやすく転回出来るようにしたい」と進言した。それに対して義経は、「はじめから逃げることを考えては縁起が悪い」と景時の意見を退けたといわれる。
2月16日（旧暦）、暴風雨のために景時は出航を見合わせようとするが、義経は僅か5艘150騎で暴風雨をついて出航する。義経の兵団は通常3日の航路を6時間ほどで阿波国勝浦に到着し、平家の軍が居た屋島を急襲した。

## 現在
「逆櫓の松址」碑が、マンション ドミール堂島（福島2－2－4）の敷地内にある。
石碑には第二次世界大戦の空襲で焼けた痕跡が残っている。
老松は枯れて、現在はその痕跡をとどめていない。

## 交通アクセス

### 鉄道
- JR西日本 東西線 新福島駅 徒歩5分
- JR西日本 大阪環状線 福島駅 徒歩7分
- 阪神本線 福島駅 徒歩5分
- 京阪中之島線 中之島駅 徒歩5分